# Motörhead

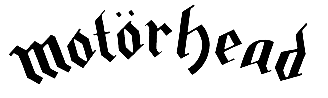
Logotyp zespołu

Motörhead – brytyjski zespół muzyczny powstały w 1975 roku z inicjatywy basisty i wokalisty Iana „Lemmy’ego” Kilmistera, który pozostawał jedynym stałym członkiem grupy. Grupa odniosła sukces komercyjny w latach 80. XX wieku, natomiast jej albumy Overkill, Bomber oraz Ace of Spades stały się inspiracją dla wielu wykonawców z nurtu heavy metal. Kilmister mimo kategoryzacji w gatunkach thrash i speed metal, na którego rozwój wywarł wpływ, określał muzykę Motörhead jako rock ’n’ roll. Grupa w swej twórczości poruszała takie zagadnienia jak wojna, zło, dobro, seks czy uzależnienia, ponadto posiada charakterystyczne logo o nazwie Snaggletooth, którego autorem jest artysta Joe Petagno.
28 grudnia 2015 roku zmarł lider formacji Lemmy Kilmister. W wywiadzie udzielonym dla szwedzkiej gazety „Expressen” perkusista Mikkey Dee oświadczył, że w związku ze śmiercią Kilmistera zespół kończy działalność.

## Historia

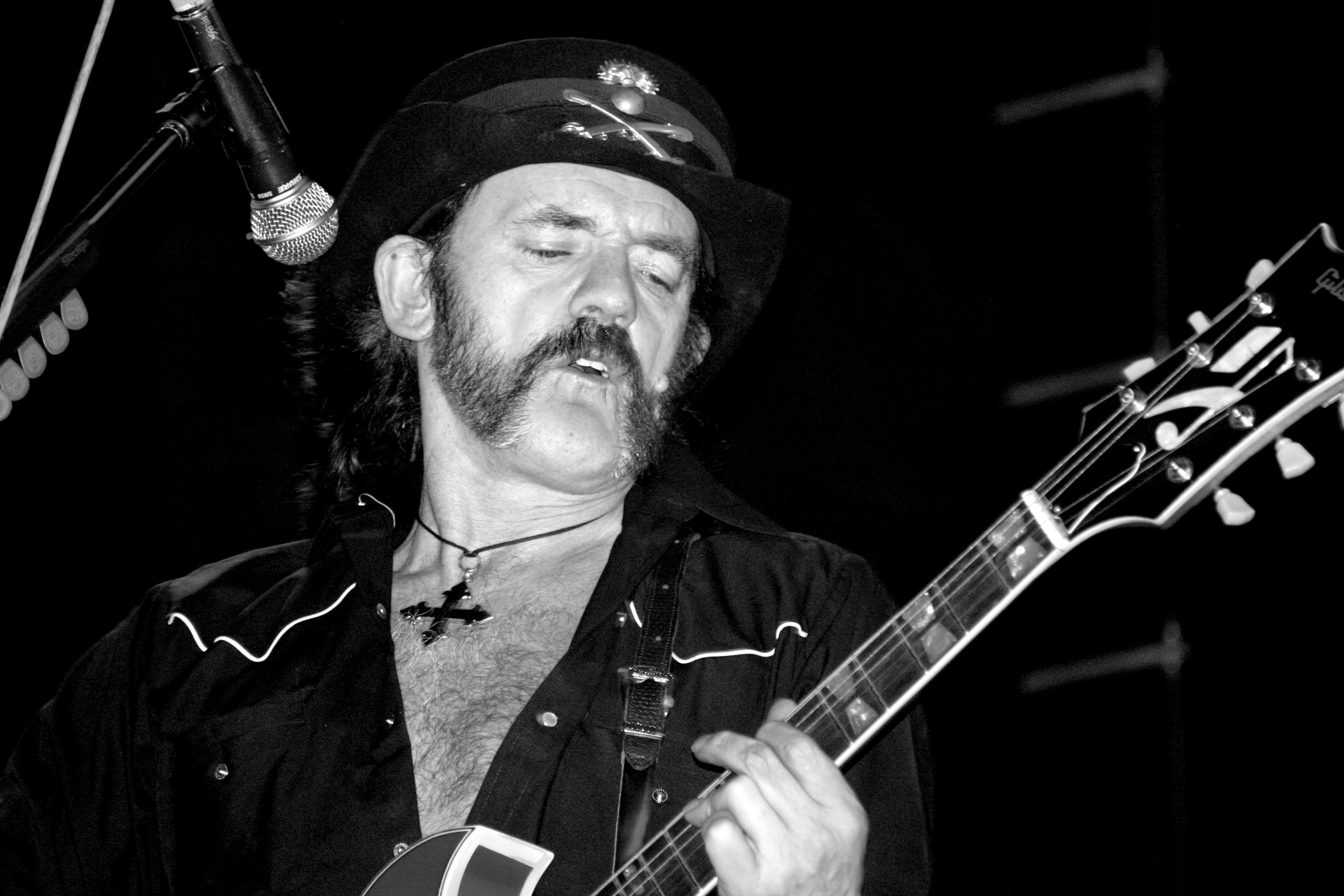
Lemmy Kilmister podczas koncertu 21 maja 2006 roku

Zespół został założony przez Lemmy’ego Kilmistera (gitara basowa, śpiew) do którego dołączyli Lucas Fox (perkusja) oraz Larry Wallis (gitara) w 1975 roku jako Bastard. Motörhead wyrósł na doświadczeniach basisty, ale zdecydowanie odcinał się od tego, co grał Hawkwind, czyli jego poprzedni zespół. Motörhead charakteryzowała prosta i ostra muzyka przywołująca wprost ducha rock and rolla, przez co grupa zdobyła popularność zarówno wśród zdeklarowanych fanów heavy metalu, jak i punk rocka. W 1977 roku ukazał się debiutancki album grupy zatytułowany Motörhead. Dwa lata później ukazał się album pt. Overkill, a następnie tego samego roku album pt. Bomber oraz On Parole zawierający nagrania z sesji z roku 1975. W 1980 roku ukazał się piąty album grupy zatytułowany Ace of Spades. Tego samego roku ukazały się również dwa minialbumy grupy pt. The Golden Years oraz Beer Drinkers and Hell Raisers. W 1981 roku ukazał się trzeci minialbum grupy pt. St. Valentine’s Day Massacre. Rok później ukazał się album Iron Fist. Również w 1981 roku ukazał się pierwszy album koncertowy zespołu pt. No Sleep ’til Hammersmith. W 1982 roku ukazał się minialbum pt. Stand by Your Man. W 1983 roku ukazał się album Another Perfect Day. W 1984 roku ukazała się pierwsza kompilacja nagrań zespołu – No Remorse.
W 1986 roku wydany został ósmy album zespołu – Orgasmatron. Rok później ukazał się album Rock ’n’ Roll. W 1988 roku ukazał się drugi album koncertowy No Sleep at All. W 1991 roku po czterech latach przerwy ukazał się album 1916. W 1992 roku ukazał się album March ör Die oraz minialbum 92 Tour EP. W 1993 roku ukazał się album Bastards. Dwa lata później wydany został trzynasty album grupy Sacrifice. W 1996 roku ukazał się album Overnight Sensation. W 1998 roku ukazał się album Snake Bite Love. Rok później ukazał się trzeci album koncertowy zespołu Everything Louder than Everyone Else. W 2000 roku ukazał się album We Are Motörhead. Tego samego roku ukazały się również trzy kompilacje nagrań:The Best Of, The Chase Is Better Than The Catch oraz Over The Top – The Rarities. W 2001 roku ukazała się piąta kompilacja nagrań grupy pt. All The Aces. Rok później ukazał się album Hammered. W 2003 roku ukazał się czwarty album koncertowy zespołu Live at Brixton Academy The Complete Koncert. W czerwcu 2004 roku wydany został osiemnasty album zespołu pt. Inferno. 29 sierpnia 2006 roku ukazał się album Kiss of Death. Nagrania zostały zarejestrowane w Paramount Studios w Los Angeles we współpracy z producentem muzycznym Cameronem Webbem. W ramach promocji do utworu „Be My Baby” został zrealizowany teledysk. Wydawnictwo było promowane m.in. podczas europejskich koncertów w Hiszpanii, Francji i Holandii.
W sierpniu 2008 roku ukazał się dwudziesty album zespołu, zatytułowany Mötorizer. Pierwszy utwór z albumu zatytułowany „Runaround Man” został oficjalnie zaprezentowany 11 lipca tego samego roku w audycji Friday Rock Show prowadzonej przez Bruce’a Dickinsona na antenie stacji radiowej BBC 6 Music. Płyta dotarła do 82. miejsca listy Billboard 200 w Stanach Zjednoczonych, z kolei w Wielkiej Brytanii Mötorizer uplasował się na 32. miejscu. W styczniu 2010 roku oficjalna biografia formacji zatytułowana „Motörhead: in the Studio”, a napisana przez Jakea Browna oraz Iana „Lemmy’ego” Kilmistera została nominowana do nagrody Association for Recorded Sound Collections Awards w kategorii Excellence in Historical Recorded Sound Research. W kwietniu tego samego roku podczas ceremonii rozdania nagród Revolver Golden Gods Awards lider zespołu został uhonorowany nagrodą Revolver Golden Gods Lifetime Achievement. Natomiast w sierpniu Kilmister otrzymał nagrodę Vegas Rocks! Lifetime Legend w ramach Vegas Rocks! Magazine Awards.

## Muzycy

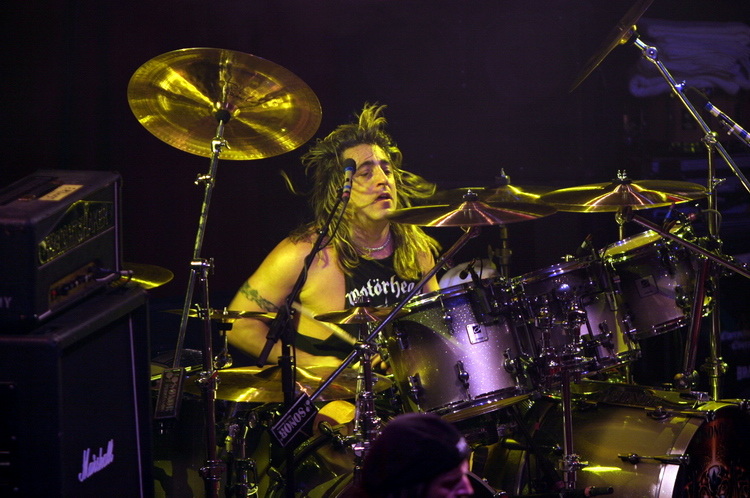
Mikkey Dee podczas koncertu 5 maja 2005 roku

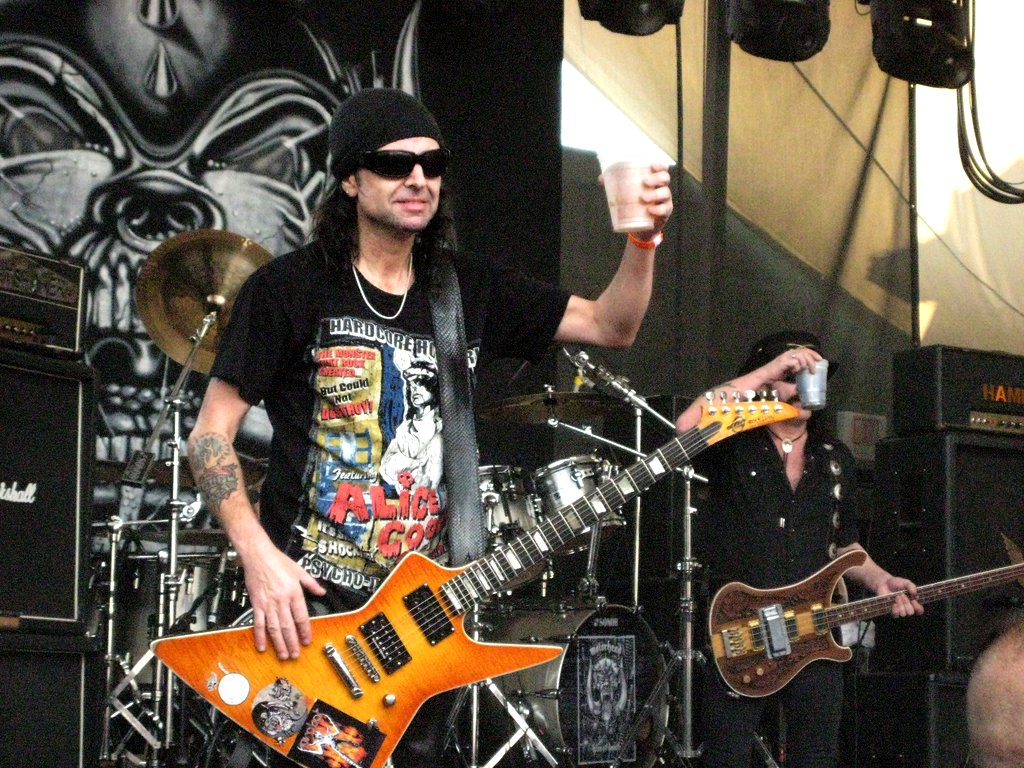
Phil Campbell podczas koncertu 14 marca 2008 roku

| Ostatni skład zespołu - Lemmy Kilmister (zmarły) – gitara basowa, śpiew (1975–2015) - Mikkey Dee – perkusja (1992–2015) - Phil Campbell – gitara (1984–2015) Muzycy koncertowi - Matt Sorum – perkusja (2009) |  | Byli członkowie zespołu - Larry Wallis (zmarły) – gitara (1975–1976) - Eddie „Fast” Clarke (zmarły) – gitara (1976–1982) - Brian Robertson – gitara (1983) - Michael „Wurzel” Burston (zmarły) – gitara (1984–1995) - Pete Gill – perkusja (1984–1987) - Phil „Philthy Animal” Taylor (zmarły) – perkusja (1975–1984, 1987–1992) - Lucas Fox – perkusja (1975) - Tommy Aldridge – perkusja (1992) |

Oś czasu

## Nagrody i wyróżnienia
| Rok  | Kategoria              | Tytułem         | Nagroda                         | Nota      | Źródło |
| ---- | ---------------------- | --------------- | ------------------------------- | --------- | ------ |
| 2000 | Best Metal Performance | „Enter Sandman” | Grammy                          | Nominacja | [ 17 ] |
| 2005 | Best Metal Performance | „Whiplash”      | Grammy                          | Laur      | [ 18 ] |
| 2009 | Best UK Band           | Motörhead       | Metal Hammer Golden Gods Awards | Nominacja | [ 19 ] |
| 2010 | Best Live Band         | Motörhead       | Revolver Golden Gods Awards     | Nominacja | [ 20 ] |
| 2013 | Best UK Band           | Motörhead       | Metal Hammer Golden Gods Awards | Nominacja | [ 21 ] |
| 2013 | The Golden God Award   | Motörhead       | Metal Hammer Golden Gods Awards | Laur      | [ 21 ] |
| 2014 | Best Metal Performance | „Heartbreaker”  | Grammy                          | Nominacja | [ 22 ] |